# Giải Betty Trask
Giải Betty Trask là một giải thưởng văn học của Vương quốc Anh, dành cho các tiểu thuyết đầu tay của những tác giả trẻ dưới 35 tuổi, cư ngụ ở một nước thuộc Khối Thịnh vượng chung Anh hiện nay hoặc trước đây. 
Giải được Society of Authors (Hội tác giả Anh) thiết lập năm 1984 bằng tài sản tặng dữ của Betty Trask, một tác giả sống ẩn dật đã viết hơn 30 tiểu thuyết tình lãng mạn.
Khoản tiền thưởng hàng năm là 20.000 bảng Anh, trong đó một tác giả được lãnh khoản tiền thưởng lớn hơn, số tiền còn lại dành cho một hoặc nhiều tác giả khác. Giải thưởng được trao cho thể loại tiểu thuyết truyền thống hoặc tình yêu lãng mạn, đã được hoặc chưa được xuất bản.

## Các người đoạt giải
Ghi chú: Danh sách này không đầy đủ cho mỗi năm.
| Năm  | Tác giả                    | Tiểu thuyết                              | Giải thưởng |
| ---- | -------------------------- | ---------------------------------------- | ----------- |
| 1984 | Ronald Frame               | Winter Journey                           | 6.750 £     |
| 1984 | Clare Nonhebel             | Cold Showers                             | 6.750 £     |
| 1984 | James Buchan               | A Parish of Rich Women                   | 1.000 £     |
| 1984 | Helen Harris               | Playing Fields in Winter                 | 1.000 £     |
| 1984 | Gareth Jones               | The Disinherited                         | 1.000 £     |
| 1984 | Simon Rees                 | The Devil's Looking Glass                | 1.000 £     |
| 1985 | Susan Kay                  | Legacy                                   | 12.500 £    |
| 1985 | Gary Armitage              | A Season of Peace                        | 1.000 £     |
| 1985 | Elizabeth Ironside         | A Very Private Enterprise                | 1.000 £     |
| 1985 | Alice Mitchell             | Instead of Eden                          | 1.000 £     |
| 1985 | Caroline Stickland         | Standing Hills                           | 1.000 £     |
| 1985 | George Schweiz             | The Earth Abides For Ever                | 1.000 £     |
| 1986 | Tim Parks                  | Tongues of Flame                         | 9.000 £     |
| 1986 | Patricia Ferguson          | Family, Myths and Legends                | 4.500 £     |
| 1986 | Philippa Blake             | Mzungu's Wife                            | 1.000 £     |
| 1986 | Matthew Kneale             | Whore Banquets                           | 1.000 £     |
| 1986 | J. F. McLaughlin           | The Road to Dilmun                       | 1.000 £     |
| 1986 | Kate Saunders              | The Prodigal Father                      | 1.000 £     |
| 1987 | James Maw                  | Hard Luck                                | 8.000 £     |
| 1987 | Peter Benson               | The Levels                               | 4.500 £     |
| 1987 | Helen Flint                | Return Journey                           | 4.500 £     |
| 1987 | Catherine Arnold           | Lost Time                                | 1.000 £     |
| 1987 | H. S. Bhabra               | Gestures                                 | 1.000 £     |
| 1987 | Lucy Pinney                | The Pink Stallion                        | 1.000 £     |
| 1988 | Alex Martin                | The General Interruptor MS               | 6.500 £     |
| 1988 | Candia McWilliam           | A Case of Knives                         | 6.500 £     |
| 1988 | Georgina Andrewes          | Behind the Waterfall                     | 2.000 £     |
| 1988 | James Friel                | Left of North                            | 2.000 £     |
| 1988 | Glenn Patterson            | Burning Your Own                         | 2.000 £     |
| 1988 | Susan Webster              | Small Tales of a Town                    | 2.000 £     |
| 1989 | Nigel Watts                | The Life Game                            | 10.000 £    |
| 1989 | William Riviere            | Watercolour Sky                          | 5.000 £     |
| 1989 | Paul Houghton              | Harry's Last Wedding                     | 2.000 £     |
| 1989 | Alasdair McKee             | Uncle Henry's Last Stand                 | 2.000 £     |
| 1990 | Robert McLiam Wilson       | Ripley Bogle                             | 16.000 £    |
| 1990 | Elizabeth Chadwick         | The Wild Hunt                            | 3.000 £     |
| 1990 | Rosemary Cohen             | No Strange Land                          | 3.000 £     |
| 1990 | Nicholas Shakespeare       | The Vision of Elena Silves               | 3.000 £     |
| 1991 | Amit Chaudhuri             | A Strange and Sublime Address            | 10.000 £    |
| 1991 | Mark Swallow               | Teaching Little Fang                     | 7.000 £     |
| 1991 | Suzannah Dunn              | Quite Contrary                           | 2.000 £     |
| 1991 | Lesley Glaister            | Honour Thy Father                        | 2.000 £     |
| 1991 | Nino Ricci                 | Lives of the Saints                      | 2.000 £     |
| 1991 | Simon Mason                | The Great English Nude                   | 2.000 £     |
| 1992 | Liane Jones                | The Dream Stone                          | 3.000 £     |
| 1992 | Peter M. Rosenburg         | Kissing Through a Pane of Glass          | 5.000 £     |
| 1992 | Tibor Fischer              | Under the Frog                           | 3.000 £     |
| 1992 | Eugene Mullan              | The Last of His Line                     | 3.000 £     |
| 1992 | Edward St Aubyn            | Never Mind                               | 3.000 £     |
| 1993 | Mark Blackaby              | You’ll Never be Here Again               | 10.000 £    |
| 1993 | Andrew Cowan               | Pig                                      | 7.000 £     |
| 1993 | Simon Corrigan             | Tommy Was Here                           | 5.000 £     |
| 1993 | Joanna Briscoe             | Mothers and Other Lovers                 | 2.000 £     |
| 1993 | Olivia Fane                | Landing on Clouds                        | 2.000 £     |
| 1994 | Colin Bateman              | Divorcing Jack                           | 12.000 £    |
| 1994 | Nadeem Aslam               | Season of the Rainbirds                  | 10.000 £    |
| 1994 | Guy Burt                   | After the Hole                           | 1.000 £     |
| 1994 | Frances Liardet            | The Game                                 | 1.000 £     |
| 1994 | Jonathan Rix               | Some Hope                                | 1.000 £     |
| 1995 | Robert Newman              | Dependence Day                           | 10.000 £    |
| 1995 | Mark Behr                  | The Smell of Apples                      | 8.000 £     |
| 1995 | Martina Evans              | Midnight Feast                           | 3.000 £     |
| 1995 | Rohit Manchanda            | A Speck of Coaldust                      | 1.000 £     |
| 1995 | Juliet Thomas              | Hallelujah Jordan                        | 1.000 £     |
| 1995 | Philippa Walshe            | The Latecomer                            | 1.000 £     |
| 1995 | Madeleine Wickham          | The Tennis Party                         | 1.000 £     |
| 1996 | John Lanchester            | The Debt to Pleasure                     | 8.000 £     |
| 1996 | Meera Syal                 | Anita and Me                             | 7000 £      |
| 1996 | Rhidian Brook              | The Testimony of Taliesin Jones          | 5.000 £     |
| 1996 | Louis Caron Buss           | The Luxury of Exile                      | 5.000 £     |
| 1997 | Alex Garland               | The Beach                                | 12.000 £    |
| 1997 | Josie Barnard              | Poker Face                               | 5.000 £     |
| 1997 | Ardashir Vakil             | Beach Boy                                | 5.000 £     |
| 1997 | Diran Adebayo              | Some Kind of Black                       | 1.500 £     |
| 1997 | Sanjida O'Connell          | Theory of Mind                           | 1.500 £     |
| 1998 | Kiran Desai                | Hullabaloo in the Guava Orchard          | 10.000 £    |
| 1998 | Nick Earls                 | Zigzag Street                            | 8.000 £     |
| 1998 | Phil Whitaker              | Eclipse of the Sun                       | 5.000 £     |
| 1998 | Gail Anderson-Dargatz      | The Cure for Death by Lighting           | 1.000 £     |
| 1998 | Tobias Hill                | Underground                              | 1.000 £     |
| 1999 | Elliot Perlman             | Three Dollars                            | 7.000 £     |
| 1999 | Catherine Chidgey          | In a Fishbone Church                     | 6.000 £     |
| 1999 | Giles Foden                | The Last King of Scotland                | 4.000 £     |
| 1999 | Dennis Bock                | Olympia                                  | 3.000 £     |
| 1999 | Rajeev Balasubramanyam     | In Beautiful Disguises                   | 2.500 £     |
| 1999 | Sarah Waters               | Tipping the Velvet                       | 1.000 £     |
| 2000 | Jonathan Tulloch           | The Season Ticket                        | 10.000 £    |
| 2000 | Julia Leigh                | The Hunter                               | 7.000       |
| 2000 | Susan Elderkin             | Sunset Over Chocolate Mountains          | 4.000 £     |
| 2000 | Galaxy Craze               | By The Shore                             | 2.000 £     |
| 2000 | Nicholas Griffin           | The Requiem Shark                        | 2.000 £     |
| 2001 | Zadie Smith                | White Teeth                              | 8.000 £     |
| 2001 | Justin Hill                | The Drink and Dream Teahouse             | 5.000 £     |
| 2001 | Maggie O'Farrell           | After You'd Gone                         | 5.000 £     |
| 2001 | Vivien Kelly               | Take One Young Man                       | 4.000 £     |
| 2001 | Mohsin Hamid               | Moth Smoke                               | 2.500 £     |
| 2001 | Patrick Neate              | Musungu Jim and the Great Chief Tuloko   | 2.500 £     |
| 2002 | Hari Kunzru                | The Impressionist                        | 8.000 £     |
| 2002 | Rachel Seiffert            | The Dark Room                            | 5.000 £     |
| 2002 | Shamim Sarif               | The World Unseen                         | 4.000 £     |
| 2002 | Helen Cross                | My Summer of Love                        | 2.000 £     |
| 2002 | Chloe Hooper               | A Child’s Book of True Crime             | 2.000 £     |
| 2002 | Susanna Jones              | The Earthquake Bird                      | 2.000 £     |
| 2002 | Gwendoline Riley           | Cold Water                               | 2.000       |
| 2003 | Jon McGregor               | If Nobody Speaks of Remarkable Things    | 10.000 £    |
| 2003 | Sarah Hall                 | Haweswater                               | 6.000 £     |
| 2003 | Stephanie Merritt          | Gaveston                                 | 4.000 £     |
| 2003 | Elizabeth Garner           | Nightdancing                             | 2.000 £     |
| 2003 | Zoe Strachan               | Negative Space                           | 2.000 £     |
| 2003 | Adam Thirlwell             | Politics                                 | 1.000 £     |
| 2004 | Louise Dean                | Becoming Strangers                       | 8.000 £     |
| 2004 | Hannah MacDonald           | The Sun Road                             | 6.000 £     |
| 2004 | Anthony Cartwright         | The Afterglow                            | 3.000 £     |
| 2004 | Siddharth Dhanvant Sanghvi | The Last Song of Dusk                    | 3.000 £     |
| 2005 | Susan Fletcher             | Eve Green                                | 16.000 £    |
| 2005 | Diana Evans                | 26a                                      | 2.000 £     |
| 2005 | Helen Walsh                | Brass                                    | 2.000 £     |
| 2006 | Nick Laird                 | Utterly Monkey                           | 10.000 £    |
| 2006 | Nicola Monaghan            | The Killing Jar                          | 5.000 £     |
| 2006 | Peter Hobbs                | The Short Day Dying                      | 5.000 £     |
| 2007 | Will Davis                 | My Side of the Story                     | 10.000 £    |
| 2007 | Adam Foulds                | The Truth About These Strange Times      | 2.500 £     |
| 2007 | Cynan Jones                | The Long Dry                             | 2.500 £     |
| 2007 | Julie Maxwell              | You Can Live Forever                     | 2.500 £     |
| 2007 | Karen Mcleod               | In Search of the Missing Eyelash         | 2.500 £     |
| 2008 | David Szalay               | London and the South-East                | 10.000 £    |
| 2008 | Ross Raisin                | God's Own Country                        | 6.000 £     |
| 2008 | Thomas Leveritt            | The Exchange Rate Between Love and Money | 2.000 £     |
| 2008 | Anna Ralph                 | The Floating Island                      | 2.000 £     |
| 2009 | Samantha Harvey            | The Wilderness                           | 12.000 £    |
| 2009 | Eleanor Catton             | The Rehearsal                            | 8.000 £     |
| 2010 | Nadifa Mohamed             | Black Mamba Boy                          | 10.000 £    |
| 2010 | Evie Wyld                  | After the Fire, A Still Small Voice      | 7.000 £     |
| 2010 | Jenn Ashworth              | A Kind of Intimacy                       | 1.500 £     |
| 2010 | Adaobi Tricia Nwaubani     | I Do Not Come to You by Chance           | 1.500 £     |
| 2011 | Anjali Joseph              | Saraswati Park                           | 10.000 £    |
| 2011 | Laura Barton               | Twenty-One Locks                         | 6.000 £     |
| 2011 | Simon Lelic                | Rupture                                  | 2.500 £     |
| 2011 | Robert Williams            | Luke and Jon                             | 2.500 £     |
| 2012 | David Whitehouse           | Bed                                      | 8.000 £     |
| 2012 | Kalinda Ashton             | The Danger Game                          | 3.000 £     |
| 2012 | Elizabeth Day              | Scissors, Paper, Stone                   | 3.000 £     |
| 2012 | Annabel Pitcher            | My Sister Lives on the Mantelpiece       | 3.000 £     |
| 2012 | Emma Jane Unsworth         | Hungry the Stars and Everything          | 3.000 £     |
| 2013 | Grace McCleen              | The Land of Decoration                   | 8.000 £     |
| 2013 | Chibundu Onuzo             | The Spider King's Daughter               | 7.000 £     |
| 2013 | Francesca Segal            | The Innocents                            | 2.500 £     |
| 2013 | Will Wiles                 | Care of Wooden Floors                    | 2.500 £     |
| 2014 | Nathan Filer               | The Shock Of The Fall                    | £10.000     |
| 2014 | NoViolet Bulawayo          | We Need New Names                        | £3.750      |
| 2014 | Sam Byers                  | Idiopathy                                | £3.750      |
| 2014 | Mave Fellowes              | Chaplin and Company                      | £3.750      |
| 2014 | Matt Greene                | Ostrich                                  | £3.750      |